# Eugenia rotundicosta
Eugenia rotundicosta är en myrtenväxtart som beskrevs av Carlos Maria Diego Enrique Legrand. Eugenia rotundicosta ingår i släktet Eugenia och familjen myrtenväxter. Inga underarter finns listade i Catalogue of Life.